# Embaixada do Brasil em Bruxelas
A Embaixada do Brasil em Bruxelas representação diplomática brasileira na capital da comunidade europeia esta localizada a Avenue Louise, 350, - (térreo) B-1050.